# Julien Anton
Pour les articles homonymes, voir Anton.
 (octobre 2024).
La mise en forme du texte ne suit pas les recommandations de Wikipédia : il faut le « wikifier ».
Les points d'amélioration suivants sont les cas les plus fréquents. Le détail des points à revoir est peut-être précisé sur la page de discussion.
- Les titres sont pré-formatés par le logiciel. Ils ne sont ni en capitales, ni en gras.
- Le texte ne doit pas être écrit en capitales (les noms de famille non plus), ni en gras, ni en italique, ni en « petit »…
- Le gras n'est utilisé que pour surligner le titre de l'article dans l'introduction, une seule fois.
- L'italique est rarement utilisé : mots en langue étrangère, titres d'œuvres, noms de bateaux, etc.
- Les citations ne sont pas en italique mais en corps de texte normal. Elles sont entourées par des guillemets français : « et ».
- Les listes à puces sont à éviter, des paragraphes rédigés étant largement préférés. Les tableaux sont à réserver à la présentation de données structurées (résultats, etc.).
- Les appels de note de bas de page (petits chiffres en exposant, introduits par l'outil «  Source ») sont à placer entre la fin de phrase et le point final[comme ça].
- Les liens internes (vers d'autres articles de Wikipédia) sont à choisir avec parcimonie. Créez des liens vers des articles approfondissant le sujet. Les termes génériques sans rapport avec le sujet sont à éviter, ainsi que les répétitions de liens vers un même terme.
- Les liens externes sont à placer uniquement dans une section « Liens externes », à la fin de l'article. Ces liens sont à choisir avec parcimonie suivant les règles définies. Si un lien sert de source à l'article, son insertion dans le texte est à faire par les notes de bas de page.
- La présentation des références doit suivre les conventions bibliographiques. Il est recommandé d'utiliser les modèles {{Ouvrage}}, {{Chapitre}}, {{Article}}, {{Lien web}} et/ou {{Bibliographie}}. Le mode d'édition visuel peut mettre en forme automatiquement les références.
- Insérer une infobox (cadre d'informations à droite) n'est pas obligatoire pour parachever la mise en page.

Pour une aide détaillée, merci de consulter Aide:Wikification.
Si vous pensez que ces points ont été résolus, vous pouvez retirer ce bandeau et améliorer la mise en forme d'un autre article.
Julien Anton, né le 24 février 1982 à Alès (Gard), est un volleyeur international français. Au cours de sa carrière au poste de passeur, il porte 137 fois les couleurs de l'équipe de France masculine de volley-ball et dispute la Ligue mondiale, les Jeux olympiques de 2004 à Athènes, ainsi que plusieurs Coupes d'Europe des clubs (CEV). 
Capitaine exemplaire et leader naturel[réf. nécessaire], il mesure 1,93 m et termine sa carrière de joueur au printemps 2017 avec le titre de MVP (meilleur joueur) attribué par la LNV (Ligue Nationale de Volley-ball). 
Parallèlement à sa carrière de joueur professionnel, il fonde en 2015 la société Dive Your Life consacrée à la gestion de contenus et à la plongée sous-marine, puis la marque Make Life a Dive en 2021.

## Carrière de photographe et vidéaste
Après la fin de sa carrière sportive, Julien Anton s'installe en Polynésie française, où il devient moniteur de plongée. En 2024, il est guide pour le Tahiti Dive Management, un organisme agréé par le gouvernement polynésien qui permet de rencontrer les baleines.
Au-delà de l'enseignement de sa passion en tant qu'instructeur de plongée sous-marine et plongeur recycleur profond, Julien Anton met aussi ses compétences au service des mers et des océans, à travers la photographie, la vidéo et la protection de l'environnement.
Ses photos sont régulièrement publiées dans des magazines tels que Oceanographic, Nat Geo, Subaqua, Terre Sauvage ou Plongée Magazine. Il collabore également avec les chaînes de télévision UshuaiaTV, France 3 (Thalassa), France 5 (échappées belles), TNTV pour divers reportages, ainsi que que pour des productions Netflix[réf. nécessaire].
Il obtient en outre en 2020 le 1er Prix Photo dans la catégorie « Beauté des espèces » au concours international sur les Aires Marines Protégées de Méditerranée (Value MPA)[réf. nécessaire].
En 2021, il est récompensé du 1er Prix Photo du Concours Européen sur la Mer Méditerranée, catégorie « Histoire »[réf. nécessaire].
Il est vainqueur du concours 35AWARDS catégorie « Underwater » en 2023[réf. nécessaire].
Il est finaliste en 2024 du [réf. nécessaire] concours international dans la catégorie « fine art », finissant à la seconde place,.
Installé en Polynésie française, Julien Anton devient ambassadeur pour les marques locales, Ocean Culture Life et la marque de vêtements Miti Kingdom.
Ses photos sont en vente dans la galerie d'art Wilder Wall ainsi que sur MakeLifeaDive[réf. nécessaire].

## Clubs
| Club                              | De        | À         |
| --------------------------------- | --------- | --------- |
| Grenoble VUC                      | 2000-2001 | 2001-2002 |
| Martigues Volley-Ball             | 2002-2003 | 2002-2003 |
| LISSP Calais                      | 2003-2004 | 2003-2004 |
| VT Oosthout Torhout               | 2004-2005 | 2005-2006 |
| Saint-Brieuc CAVB                 | 2006-2007 | 2006-2007 |
| Arago de Sète                     | 2007-2008 | 2008-2009 |
| Narbonne Volley                   | 2009-2010 | 2009-2010 |
| Prefaxis Menen                    | 2010-2011 | 2010-2011 |
| ASUL Lyon                         | 2011-2012 | 2012-2013 |
| Club Alès en Cévennes Volley-Ball | 2013-2014 | 2014-2015 |
| Martigues volley-ball             | 2015-2016 | 2016-1017 |

## Palmarès
- Meilleur espoir passeur (Coupe de France 1998)
- Médaille de bronze (Euro 2000)
- Championnat du Monde de beach volley (2004)
- Championnat d'Europe de beach volley (2005)
- 3e meilleur joueur MVP de Pro liga belge (2006)
- Demi-finaliste coupe d'Europe CEV (2011)
- Vice-champion de France avec l'ASUL Lyon (2013)
- Élu joueur de l'année par la LNV (2017)